# Almansore
L'Almansore (in latino Liber medicinalis ad Almansorem regem) è un trattato di medicina in dieci libri; tradotta dal latino in fiorentino intorno al primo quarto del XIV secolo, divenne la prima enciclopedia medica italiana.
Fu redatto per la prima volta in Persia dal medico Rhazes (Abū Bakr Muḥammad ibn Zakariyyā al-Rāzī), nel IX sec., che realizzò questo manuale medico in onore del principe samanide Abu Salih Mansur, governatore di Rayy.
Successivamente l'opera fu tradotta dall'arabo in latino da Gherardo da Cremona a Toledo alla fine del XII sec. e in seguito un anonimo traduttore lo traspose dal latino in volgare, a Firenze.

## Contenuto e struttura

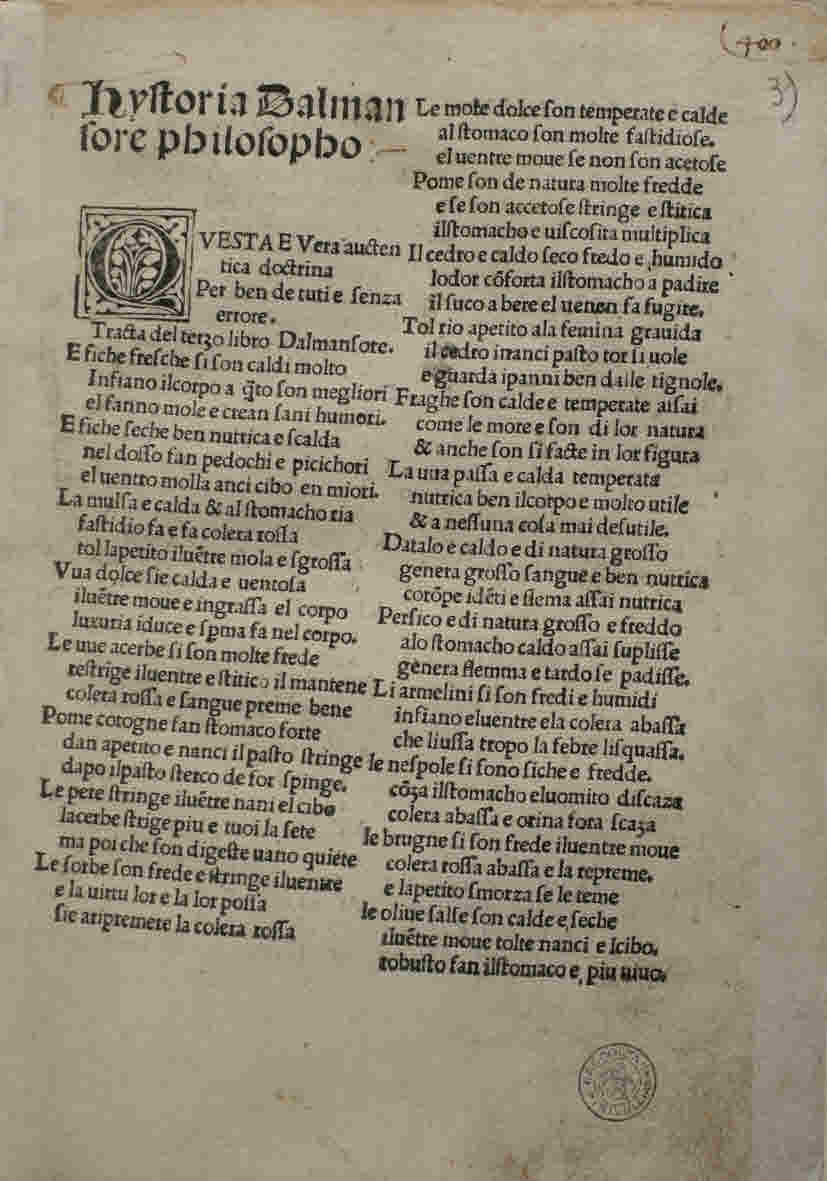
Il Cibaldone, 1493 circa, terzo libro dell'Almansore

L’Almansore è un trattato di medicina in dieci libri. A ciascuno di essi è dedicato un argomento specifico: anatomia e fisiologia, temperamenti, medicamenti specifici, igiene, malattie della pelle e cosmesi, dieta per i viaggiatori, chirurgia, veleni, patologie speciali, febbri. L'opera ebbe grande fortuna in Europa tra il XII e il XV sec. grazie alla traduzione dall'arabo in latino realizzata da Gherardo da Cremona, a Toledo (fine XII sec.). Estratti dell’Almansore latino confluirono sin da subito nei florilegi di medicina medievali: alcuni capitoli furono tradotti per la prima volta in francese nel 1256 da Aldobrandino da Siena e inseriti nel Régime du Corps.

## Edizioni
L'opera fu tradotta dall'arabo in latino da Gherardo da Cremona a Toledo alla fine del XII sec.
La prima traduzione integrale dell'opera in italiano fu eseguita in volgare fiorentino da anonimo.
L'edizione critica è stata pubblicata nel 2011. Lo studio di questo testo è molto importante perché offre un ampio vocabolario della medicina dei primi secoli della lingua italiana.